# Бенні Седергрен
Бенні Седергрен  (швед. Benny Södergren, 23 червня 1948) — шведський лижник, олімпійський медаліст.

## Виступи на Олімпіадах
| Олімпіада    | Дисципліна         | Місце |
| ------------ | ------------------ | ----- |
| Інсбрук 1976 | 15 км              | 13    |
| Інсбрук 1976 | 30 км              | 12    |
| Інсбрук 1976 | 50 км              | 3     |
| Інсбрук 1976 | естафета 4 х 10 км | 4     |

## Зовнішні посилання
- Досьє на sport.references.com [Архівовано 12 січня 2010 у Wayback Machine.]